# Will James
Will James var bassist i Papa Roach fra 1993 til 1996, da han blev erstattet af Tobin Esperance. Will blev tvunget ud af bandet fordi han hver sommer var forpligtet til at deltage i aktiviteter med andre kristne, og det forhindrede bandet i at spille og øve.

## Ekstern henvisning
- Bandets hjemmeside

|  | Artiklen om Will James kan blive bedre, hvis der indsættes et (bedre) billede Du kan hjælpe ved at afsøge Wikimedia Commons for et passende billede eller uploade et godt billede til Wikimedia Commons iht. de tilladte licenser og indsætte det i artiklen. |